# Faustine Noël
Faustine Noël (* 25. Dezember 1993 in Saint-Sébastien-sur-Loire, Département Loire-Atlantique) ist eine französische Badmintonspielerin. Sie ist seit ihrer Geburt motorisch eingeschränkt und startet im Parabadminton in der Startklasse SL4 im Einzel und Mixed.

## Sportliche Laufbahn
Faustine Noël kam bereits im Alter von zehn Jahren zum Badminton. 2015 erreichte sie das Finale der Badminton-Weltmeisterschaft für Behinderte in Stoke Mandeville und unterlag der Norwegerin Helle Sofie Sagøy. Im folgenden Jahr erreichte sie nach einer Niederlage gegen Katrin Seibert die Silbermedaille bei der Badminton-Europameisterschaft für Behinderte im niederländischen Beek. Im Mixed gewann sie mit Lucas Mazur Gold. Bei der Heim-EM 2018 in Rodez errang sie im Einzel Silber. Im Mixed gewann sie mit ihrem Partner Lucas Mazur gegen das deutsche Duo Marcel Adam und Katrin Seibert wieder den Titel. Bei dem erstmals stattfindenden Badmintonwettbewerb bei den Sommer-Paralympics 2020 erreichte Noël mit Lucas Mazur das Finale im Mixed.
Noël studiert an der Universität Rennes 1 Biologie und Ökologie.